# اتحاد عاقل به معقول
اتحاد عاقل به معقول کتابی از حسن حسن‌زاده آملی است که در سال ۱۳۶۳ منتشر و در مراسم کتاب سال جمهوری اسلامی ایران به‌عنوان کتاب برگزیده معرفی شد.